# 双忠庙镇
双忠庙镇，是中华人民共和国安徽省蚌埠市五河县下辖的一个乡镇级行政单位。

## 行政区划
双忠庙镇下辖以下地区：
大杨村、荣渡村、前李村、聂圩村、双庙村、西尤村、陆圩村、岳庙村、白墩村、刘蔡村、柳湖村、陈胡村、邓圩村、孙湖村、张滩村、单滩村、三周村、訾湖村和阮圩村。